# Le Retour du Dr Genius
Le Retour du Dr Genius est un jeu vidéo d'aventure développé et commercialisé par la société Loriciels en 1984. 
C'est la suite du jeu Le Manoir du Dr Genius.

## Synopsis
Le terrible docteur Genius est de retour !!! Il possède l'arme absolue qui peut détruire l'humanité. Il vous laisse une chance de sauver l'humanité en vous permettant de rentrer dans son vaisseau. Il vous accorde 20 minutes pour désamorcer son arme.

## Auteurs
Les auteurs sont Laurent Benes et Karine Le Pors .

## Accueil
Tilt met deux étoiles pour l'intérêt et trois pour le graphisme

## Série
1. Le Manoir du Dr Genius (1983, Oric et Sinclair ZX Spectrum)
2. Le Retour du Dr Genius